# Ashia Hansen
Ashia Hansen, angleška atletinja, * 5. december 1971, Evansville, Indiana, ZDA.
Nastopila je na poletnih olimpijskih igrah v letih 1996 in 2000 v troskoku, dosegla je četrto in enajsto mesto. Na svetovnih prvenstvih je najboljšo uvrstitev dosegla s petim mestom leta 1997, na svetovnih dvoranskih prvenstvih je osvojila dve zlati in srebrno medaljo, na evropskih prvenstvih naslov prvakinje leta 2002, na evropskih dvoranskih prvenstvih pa zlato in srebrno medaljo.